# Résolution 660 du Conseil de sécurité des Nations unies
Membres permanents
- Chine
- États-Unis
- France
- Royaume-Uni
- URSS

Membres non permanents
- Canada
- Côte d'Ivoire
- Colombie
- Cuba
- Éthiopie
- Finlande
- Malaisie
- Roumanie
- Yémen
- Zaïre

Résolution no 659 Résolution no 661
La résolution 660 du Conseil de sécurité des Nations unies  votée le 2 août 1990 constate qu'il existe une invasion du Koweït par les troupes irakiennes qui entraine un risque pour la paix et la sécurité internationales,
- condamne l'invasion
- exige le retrait des troupes irakiennes du Koweït
- engage les deux pays à entamer des négociations de paix
- décide de se réunir ultérieurement pour examiner les suites données à la présente résolution.

Le Yémen n'a pas participé au vote.

## Contexte historique
Résolution prises durant la première guerre du golfe

## Texte
- Résolution 660 Sur fr.wikisource.org
- Résolution 660 Sur en.wikisource.org